# Rampa (sport)

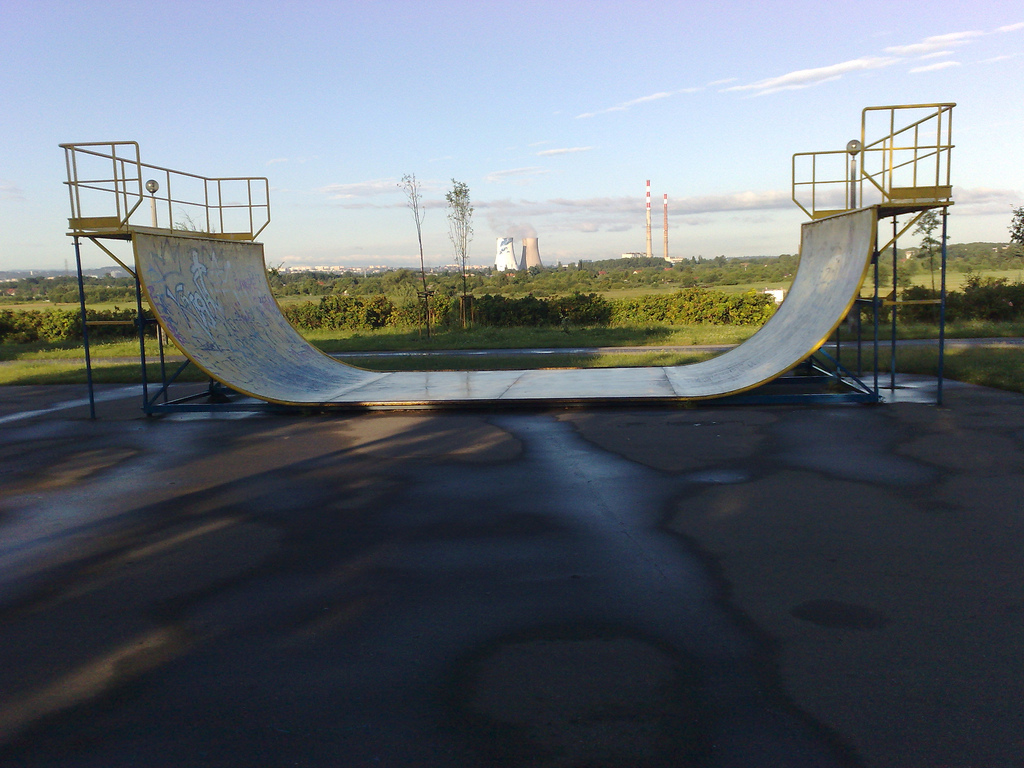
Rampa w Nowej Hucie

Rampa (ang. quarter pipe) – konstrukcja używana w sportach ekstremalnych, która przypomina ćwiartkę rury. Od ziemi do jej końca postępuje zwiększenie kąta nachylenia rampy, kończące się metalowej rurze nazywanej copingiem. Sportowcy (skaterzy/riderzy) mogą używać rampy do wyskoku w powietrze lub wykonaniu ślizgu albo grinda na copingu.